# Helmut Bröker
Helmut Bröker (* 1929 in Herne; † 2006 in Berlin) war ein deutscher Philosoph.

## Leben
Helmut Bröker wurde bekannt durch Ausstellungseröffnungen, Vorträge, Autorenlesungen, Seminare, unter anderem während der Documenta-Ausstellungen 1977, 1982, 1987 und 1992 im regelmäßig (täglich) und öffentlich an verschiedenen Standorten in Kassel stattfindenden Documenta-Seminar; im daraus hervorgehenden KUNSTGESPRÄCH, einem von ihm seit 1983 konzipierten öffentlichen Forum für Begegnung und Austausch an Orten in Basel, St. Gallen und Zürich sowie ab 1984 in Berlin, u. a. während der Freien Berliner Kunstausstellung (FBK) 1994; zur Reichstagsverhüllung durch Christo 1995 im -Kunstgespräch- unter freiem Himmel. Die -Kunstgespräche- fanden daneben bis zu seinem Tod weiterhin zu öffentlich relevanten Themen regelmäßig statt.
Bröker hinterließ keine Bücher oder gedruckten Vorträge, jedoch Einladungstexte zu den von ihm verantworteten Veranstaltungen. Zu diesen ist Ende 2016 in der edition rotefadenbuecher eine Dokumentation erschienen, die auch als E-Book verfügbar ist.

## Werke
- Elfriede Weidenhaus, Helmut Bröker, Im Bilde des Orpheus. Zeichnungen, Aquarelle, Texte. Elfriede Weidenhaus, Zeichnungen. Helmut Bröker, Texte. Verlag: Erkenbrechtsweiler, Zikadenpresse, 2010.
- Helmut Bröker: Spuren eines Denkerlebens – Dokumentation der Vortragsankündigungen und Einladungstexte von Helmut Bröker. Hrsg.: Barbara Voswinckel. Reihe Nachlaß Helmut Bröker, Buch V. rotefadenbuecher, Berlin 2016 (Digitalisat [PDF; abgerufen am 21. Januar 2017]).